# Freemason's Tavern
La Freemason's Tavern es una taberna situada en la calle Great Queen, en el centro de Londres, en Inglaterra, famosa por ser el lugar donde, el 26 de octubre de 1863, tuvo lugar la reunión en la que se establecieron las bases del fútbol actual, la escisión entre el «football» y el rugby, y se constituyó la English Football Association (Asociación Inglesa de Fútbol).
A la reunión de la Freemason's Tavern asistieron representantes de diversas escuelas donde se practicaban diferentes variantes del deporte hoy conocido como fútbol, con el objetivo de unificar criterios, establecer las primeras normas, y consensuar un nombre con el que denominar al deporte.
En la reunión hubo serias discrepancias entre las escuelas partidarias de permitir el uso de las manos (lideradas por la de la ciudad de Rugby), y las escuelas partidarias de permitir exclusivamente el uso de los pies y la cabeza (lideradas por la de la ciudad de Harrow).
No hubo acuerdo entre las dos tendencias, y en la reunión de la Freemason's Tavern se confirmó definitivamente la escisión entre las dos tendencias. Los partidarios de jugar exclusivamente con los pies acordaron allí mismo las primeras reglas, llamar al nuevo deporte football, y crear la English Football Association.
Las escuelas partidarias de permitir el uso de las manos, lideradas por la Escuela de la ciudad de Rugby, se retiraron de la reunión y, establecieron las bases del deporte al que precisamente denominarían "Rugby". En 1871 fundaron la Football Rugby Union, la primera organización de ese deporte.
Del mismo modo, consta en las actas del Political Economic Club de Londres, fundado en 1821, se realizaban en el mismo local. A estas reuniones asistían los primeros economistas clásicos. La Teoría Económica clásica debe mucho al planteamiento de las cuestiones que allí se debatieron y resolvieron. Fueron habituales de estas reuniones en la taverna David Ricardo, Tooke, Thomas Malthus, N. W. Senior, J. E. McCulloch y Sir H. Parnell entre otros muchos.